# Belstaff (Lied)
 Belstaff  ist ein Song von den Rappern Prince Kay One und Kns Tha Engineer. Er wurde am 4. Oktober 2013 digital auf iTunes veröffentlicht.

## Titel und Inhalt
Belstaff ist eine britische Luxusmarke, die unter anderem Bekleidung und Uhren vermarktet. Der Song handelt von einer Jacke der Marke. Kay One wertet sich im Song sehr stark auf („Den Benz hier darf nur ein Superstar fahren“), stilisiert sich als reich („ist das 'ne Handynummer oder mein Kontostand“) und rappt über Geschlechtsverkehr („vögel' Barbies und lauf' nackt rum“), („Der One-Million-Dollar-Smile macht Frauen glücklich“).

## Produktion
Der Beat des Songs wurde von dem indischen Produzenten Sonal beigesteuert. Am Tag der Veröffentlichung wurde ein „Freestyle“-Video auf YouTube hochgeladen.

## Charts und Chartplatzierungen
| ChartsChartplatzierungen | Höchstplatzierung | Wochen |
| ------------------------ | ----------------- | ------ |
| Deutschland (GfK)        | 96 (1 Wo.)        | 1      |
| Österreich (Ö3)          | 50 (2 Wo.)        | 2      |